# Cinaglio
Cinaglio – miejscowość i gmina we Włoszech, w regionie Piemont, w prowincji Asti.
Według danych na styczeń 2009 gminę zamieszkiwało 465 osób przy gęstości zaludnienia 86,4 os./1 km².